# Lohsa
Lohsa är en kommun och ort i Landkreis Bautzen i förbundslandet Sachsen i Tyskland. Kommunen har cirka 5 100 invånare.